# Heggavadi, Gundlupet
Heggavadi là một làng thuộc tehsil Gundlupet, huyện Chamarajanagar, bang Karnataka, Ấn Độ.